# طبقه سناتوری
طبقه سناتوری (انگلیسی: Nobiles) اعضای یک رتبه اجتماعی در جمهوری روم بودند. سرشماری رومی شهروندان را به شش طبقه پیچیده بر اساس دارایی تقسیم کرد. ثروتمندترین طبقه طبقه سناتوری نام داشت که دارای ثروت مبتنی بر مالکیت املاک بزرگ کشاورزی بود، زیرا اعضای بالاترین طبقات اجتماعی به‌طور سنتی در فعالیت تجاری شرکت نمی‌کردند.